# Burning Love
Burning Love – znana piosenka napisana przez Dennisa Linde’a i spopularyzowana przez Elvisa Presleya. Elvis nagrał ją w studio RCA w Hollywood 28 marca 1972. Została użyta w filmie Elvis on Tour oraz w Aloha from Hawaii.